# Virüs
Virüs es el nombre de una banda de indie rock en castellano, procedente de Pamplona, España. En 2003 graban su primer E.P "Raza Nuclear" autoeditado, lo que les lleva a ganar en el 2004 el concurso "Proyecto demo", organizado por el Festival Internacional de Benicasim, RNE 3 y MTV.
En el año 2005 fichan por el sello Subterfuge Records.
En el año 2006 publican su primer L.P. "Sintonía Nuclear", producido por Cristian Vogel (Super_collider, remezclas de Máximo Park, Radiohead, Tom York..) y con Joe Robinson (Chucho, Astrud, I Am Kloot, Chicks on Speed).
En el año 2007  graban su segundo L.P y en 2008 publican  "Manual del perfecto cardiaco", producido por Juanjo Reig y Guille Mostaza, del grupo Ellos y que vio la luz con Subterfuge Records.
Virüs han compartido escenario con The Libertines, Front 242, The Jeevas, Liars, Sigue Sigue Sputnik, Hoggboy, Wire, Tits of Death, y han tocado en festivales como FIB, San Miguel Let's Rock Weekend, Tendencias FMI, Festival Expresa,  Otrosmundospop, Indiferencia Festival, FBI y BAM entre otros.
Su estilo es considerado como after-punk, rock alternativo o indie con influencias de bandas de los 70, 80 y 90's, y de grupos como Joy Division, My Bloody Valentine, Sonic Youth o El Inquilino Comunista.

## Discografía

### Sencillos/E.P´s
- Raza nuclear, Autoeditado (2003)

### Álbumes
- Sintonía nuclear, Subterfuge Records, Producido por Cristan Vogel y Joe Robinson (2006).
- Manual del perfecto cardiaco, Subterfuge Records, Producido por Guille Mostaza(Ellos) y Juanjo Reig. Mezclas adicionales y mastering: David Kano (2008).

## Componentes
- Carlos del Valle (Charlie): guitarra, voz.
- Olatz Alberdi: guitarra, voz.
- Onneca Guelbenzu: bajo, voz
- Alex Farre: batería.

## Ex-Componentes
- Fernando Urrutia: batería
- Alayn Crespo: batería